# Лизиноприл
Лизиноприл (INN: lisinopril) представлява лекарство, принадлежащо към класа на инхибиторите на ангиотензин конвертиращия ензим. Основно се използва за лечение на хипертония, сърдечна недостатъчност, инфаркт на миокарда, както и за превенция на ренални и ретинални усложнения на диабет.
Исторически лизиноприл е третият открит ACE-инхибитор след каптоприл и еналаприл. Въведен е в терапията за първи път в началото на 90-те години на XX век. Лизиноприл притежава редица свойства, които го отличават от останалите ACE инхибитори:
- хидрофилен е
- има дълго време на биологичен полуживот
- притежава висока тъканна пенетрация
- не се метаболизира от черния дроб

## Фармакология
В химическо отношение лизиноприл е аналог на еналаприл, който съдържа в структурата си есенциалната алфа-аминокиселина лизин. За разлика от останалите ACE-инхибитори, лизиноприл не е предлекарство, и се екскретеира в непроменен вид с урината. В случаи на предозиране може да бъде изведен от циркулация чрез диализа.

## Клинично приложение
Индикациите, контраиндикациите и страничните ефекти на лизиноприл са подобни на тези на останалите ACE-инхибитори. Дългият полуживот на лизиноприл позволява еднократно дозиране, което повишава камплайънса у пациентите. Дневната доза прилагана при всички индикации е в рамките от 2,5 mg при чувствителни пациенти до 40 mg. При някои пациенти дневната доза достига до 80 mg дневно, като те понасят тези восоки дози добре. Препоръчва се прилагането на по-ниски дози при пациенти с висока степен на бъбречни увреждания (гломерулна филтрация по-ниска от 30 ml/min).

## Нежелани лекарствени реакции
Сериозни нежелани лекарствени реакции които изискват незабавна медицинска помощ включват:
- Втрисане, инфекции
- Потъмняване на урината, олигоурия
- Затруднения при поглъщане или дишане, алергични реакции
- Присипналост
- Сърбеж
- Бързо покачване на теглото, стомашни болки
- Жълтеница
- Абдоминална болка, подпухване, повръщане
- Гръдна болка или стягане в гърдите, замаяност, замаяност, синкоп
- Суха кашлица
- Треска
- Ставни болки
- Обрив
- Диария, загуба на вкусови усещания, гадене
- Сънливост, главоболие, отпадналост
- Промяна в настроението/ раздразнимо поведение
- Замъглено зрение
- Мускулни крампи
- Припадъци / Причерняване

Лизиноприл предизвика задръжка на калий от бъбреците, което може да доведе до хиперкалиемия.

## История и търговски наименования
Лизиноприл е разработен от Merck & Co. под търговското име Prinivil или Tensopril. След изтичането на патента вече са налични голям брой генерични аналози на оригиналния продукт. Подобно на останалите ACE-инхибитори, лизиноприл е изолиран от отровата на Bothrops jararaca -- бразилска силно отровна змия.